# Асакура Каґетаке
Асакура Каґетаке (яп. 朝倉景健, 1536 — 25 вересня 1575) — самурайський полководець середньовічної Японії періоду Сенґоку. Повне ім'я — Асакура Маґосабуро Каґетаке. Володар замку Анґо. Член роду Асакура.
Каґетаке був головнокомандуючим військами свого роду у битві при Анеґава (1570). У бою при Сімосакамото, 20 вересня 1570 року він здобув голову брата Оди Нобунаґи — Оди Нобухару і його командира Морі Йосінарі. У 1573 році, після знищення Асакури Йосікаґе, Каґетаке перейшов на бік Оди Нобунаґи, змінивши своє прізвище на Анґо. У 1574 році, у зв'язку із бунтами конфедератів у провінції Етідзен він переметнувся на бік повстанців. Наступного, 1575 року, Каґетаке був убитий військами Оди під час пацифікації провінції Етідзен.